# NGC 938
NGC 938 is een elliptisch sterrenstelsel in het sterrenbeeld Ram. Het hemelobject werd op 12 december 1863 ontdekt door de Duits-Deense astronoom Heinrich Louis d'Arrest.

## Synoniemen
- PGC 9423
- UGC 1947
- MCG 3-7-17
- ZWG 462.17